# Office of Special Plans
Pour les articles homonymes, voir OSP.
Le « Bureau des moyens spéciaux », Office of Special Plans (OSP), actif de septembre 2002 à juin 2003, était une unité de renseignement du département de la Défense des États-Unis, mise en place peu après les attentats du 11 septembre 2001. Créé par Donald Rumsfeld et dirigé par Douglas Feith, pour fournir du renseignement aux hauts responsables de l'administration Bush.
Contrairement aux autres services de renseignement américains, l'OSP était indépendant de l'Intelligence Community et de la Defense Intelligence Community, et était placé directement sous l'autorité du sous-secrétaire à la Défense Douglas Feith. Sa mission officielle était de procurer à l'exécutif américain les renseignements que l'Intelligence Community se révélait incapable de trouver. 
L'OSP était composé d'une dizaine de personnes (analystes et conseillers politiques), qui ont eux-mêmes surnommés l'OSP « la Cabale ». Son directeur était depuis sa création Abram Shulsky. 
Ses travaux s'étaient focalisés sur l'Irak pendant le prélude au déclenchement des hostilités par l'administration Bush.
Une unité similaire, sous le nom de « Directorat iranien » (Iranian Directorate), est supposée avoir été créé en 2006 afin de travailler avec le renseignement sur l'Iran.

## Controverse sur l'efficacité et le rôle réel de l'OSP

### Non objectivité et erreurs des analyses de l'OSP
Les membres de l'OSP sont critiqués avoir une non objectivité patente qui influencerait largement leurs rapports. Totalement habités par l'idée que Saddam Hussein avait des liens avec Al-Qaïda et cachait des armes de destruction massive, ils considèrent la fiabilité des informations dont ils disposent en conséquence et concluent qu'elles sont vraies lorsqu'elles confortent ces suppositions. 
Un officier de renseignement interviewé sous le couvert de l'anonymat par le journaliste Seymour Hersh a ainsi résumé : «J'avais [...] le sentiment que la Cabale n'utilisait les informations de la CIA et des autres agences que lorsqu'elles correspondait à leur propre programme. Quand ils n'aimaient pas les renseignements qu'on leur livrait, ils mobilisaient des correspondants qui leur rédigeaient les rapports dont ils avaient besoin. Ils étaient tellement à l'ouest et si difficiles à raisonner que ça prenait des allures bizarres. Ca sentait le dogme. Comme s'ils tenaient leur mission de la bouche de Dieu... Tout ce qui ne colle pas avec leurs théories, ils le virent. » L'isolement des membres de l'OSP, qui ne travaillent qu'entre eux et jamais avec les autres services, les conforte dans leurs convictions. 
Les sources de l'OSP sur l'Irak sont essentiellement des transfuges irakiens avec lesquels ils sont mis en contact par le CNI (Congrès national irakien) d'Ahmed Chalabi dont la fiabilité est très contestée par la CIA, car le CNI reste avant tout une organisation politique et non un service d'espionnage, et que ses buts politiques influencent les renseignements qu'il passe aux Américains. Par le passé, de nombreuses informations se sont révélées fausses et exagérées. Malgré cela, l'OSP a considéré que les informations des transfuges étaient des plus fiables. 
Face à ces critiques, l'OSP a réagi par des contre-accusations, soupçonnant ses détracteurs d'être abusés ou complices de l'Irak. Abram Shulsky est entre autres spécialiste de la désinformation soviétique. Dans un article écrit en collaboration avec Gary Schmitt en 1999, il estime que le renseignement américain sous-estime toujours la duplicité des gouvernements étrangers. Ainsi, un mémo du Pentagone est même allé jusqu'à suggérer que les analystes des autres agences auraient délibérément caché ou sous-estimé les liens entre l'Irak et AL-Qaida. 
Les détracteurs de l'OSP ont un argument très fort, qui est la faible valeur des analyses de l'OSP : les recherches d'armes non conventionnelles en Irak ont été négatives, et l'enquête du Sénat sur le 11 septembre a conclu que l'Irak n'avait joué aucun rôle dans les attentats.

### Influence politique de l'OSP et perte d'influence des autres services de renseignement
La création d'un service aussi controversé laisse supposer que son but réel n'était pas d'être plus efficace que les services existants mais avait un but politique. Ce but serait de constituer un dossier convaincant sur les « armes de destruction massive » et les liens entre Al-Qaïda et Saddam Hussein pour justifier l'invasion de l'Irak en mars 2003, tout en étouffant les analyses des services de renseignements qui soutenant le contraire. En effet, les informations de la DIA et de la CIA contredisaient ces justifications. 
Les rapports de l'OSP vont directement au Secrétaire à la Défense Donald Rumsfeld, qui peut ainsi les donner au président Bush sans qu'ils soient contrôlés par le DCI George Tenet. Ils ont ainsi une grande influence sur les décisions prises à la maison blanche. Dans le documentaire de William Karel CIA, guerres secrètes, l'ancien agent de la CIA Robert Steele déclarait (sans citer explicitement l'OSP ) : «Il [Le président Bush] est aux mains d'un groupe d'extrême droite. Ce groupe est d'ailleurs si extrémiste qu'il met désormais en avant ses propres analyses et les substitue à celles de la CIA. Ces gens le nourrissent au sens propre du terme, et lui font avaler ce qu'ils veulent au lieu de lui fournir les informations dont il a besoin en tant que président » 
L'OSP servirait donc à orienter la politique américaine, et indirectement par les déclarations officielles de la maison blanche, à influencer l'opinion américaine dans le sens voulu par l'administration Bush. Le niveau d'influence de l'OSP sur la gestion de l'affaire irakienne est énorme : les documents de Colin Powell présentés à l'ONU pour obtenir un mandat d'intervention étaient largement issues de ce service. 
Les arguments en faveur de cette thèse sont la sélection des analystes parmi des personnes persuadées de leurs hypothèses et le fait que l'OSP dépende du sous-secrétaire à la Défense William Luti, qui a été un des premiers à conseiller l'invasion de l'Irak. 
Une conséquence des rapports de l'OSP est d'avoir fait perdre leur crédibilité aux autres services de renseignement, à la CIA, la DIA et même au département d'État de Colin Powell. Dans leurs rapports, les analystes de la CIA ont cherché de plus en plus à justifier les informations dont ils disposaient. 
De plus, le rapprochement de l'OSP avec le CNI a écarté la CIA du CNI, la privant des informations recueillies par les hommes de Chalabi.

## Révélation de l'existence de l'OSP
Le journal The Times britannique en octobre 2002 évoquait un service de renseignement établi « pour chercher les informations que la CIA aurait pu négliger sur les intentions hostiles de l'Irak ou ses liens avec les terroristes. » Mais c'est le journaliste Seymour Hersh qui a révélé l'existence de l'OSP dans son article Selective Intelligence du New Yorker du 12 mai 2003.